# Low Yen Ling

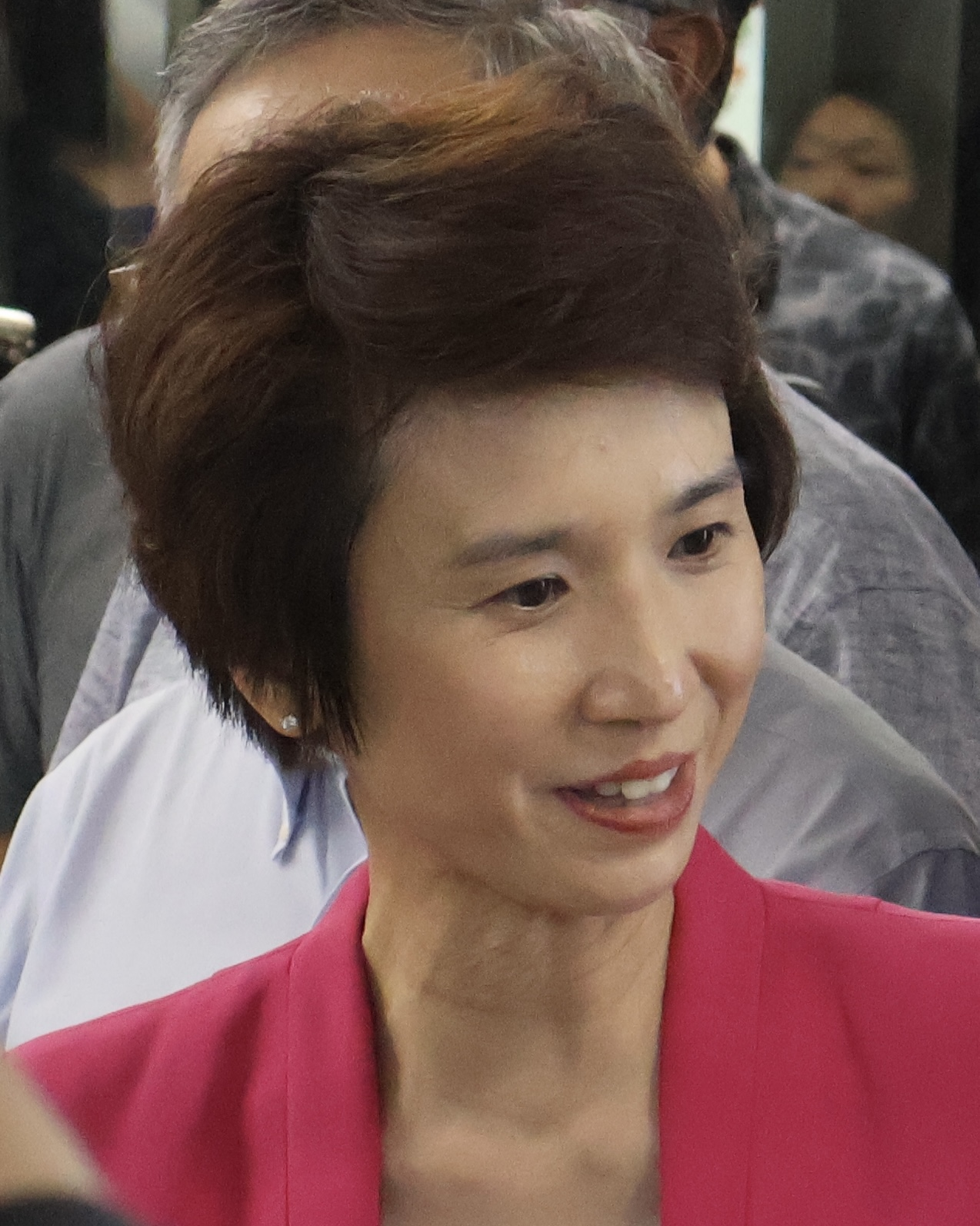
Low Yen Ling

Low Yen Ling (* 17. August 1974 in Singapur) ist eine singapurische Politikerin (PAP). Seit Oktober 2013 ist sie parlamentarische Staatssekretärin des Ministeriums für Soziales und familiäre Entwicklung. Als Mitglied der People’s Action Party (PAP) ist sie Mitglied des singapurischen Parlamentes für den Wahlkreis Chua Chu Kang Group Representation Constituency. Sie trat im Jahr 2011 in die Politik ein.

## Ausbildung
Low ging auf die Canossa Convent Primary School, auf die Dunman High School und später auf das Temasek Junior College in Singapur. Sie schloss an der Nanyang Technological University ihr Studium mit einem Bachelor of Business Studies ab.

## Karriere
Von 1996 bis 2000 war Low bei der Keppel TatLee Bank und später bei der United Overseas Bank angestellt und war Managerin für Geschäftsentwicklung bei einem Start-up-Unternehmen namens AutoHub Pte Ltd tätig. Anschließend trat sie 2001 dem Economic Development Board (EDB) bei und war als Direktor für Entwicklung des Professional Service-Sektors verantwortlich. Während ihrer Amtszeit war sie Pionierin des neuen Singapore Welcome Centre for Corporates, um asiatische Unternehmen sowie globale mittelständische Unternehmen nach Singapur zu locken.

## Politische Karriere
2011 wurde Low auf die Liste des Chua Chu Kang GRC Wahlkreises aufgenommen. Sie wurde offiziell als Kandidatin am 4. April 2011 eingeführt.
Low siegte mit ihrer Partei in ihrem Wahlkreis und erreichte 61,2 % der Stimmen. Die National Solidarity Party erreichte nur 38,8 % der Stimmen.
Im Juni 2011 wurde Low zum dritten CEO von Business China ernannt, einer gemeinnützigen Organisation, die im November 2007 gegründet wurde, um die bilateralen Beziehungen zwischen Singapur und China zu stärken und eine kulturelle und wirtschaftliche Brücke zwischen der Welt und China zu bauen.
Low ist eine begeisterte Unterstützerin der Familien und war außerdem Vorsitzende des Organisationskomitees der Nationalen Familienfeste in den Jahren 2012 und 2013. Da Low keine gute Kindheit hatte, setzt sie sich im Parlament für Familien ein, besonders für frühkindliche Bildung und Unterstützung für gefährdete Familien. Die Familie von Low konnte sich kein eigenes Zuhause leisten und lebte in gemieteten Fabriken. Sie lebte bis zu ihrem fünften Lebensjahr bei ihrer Großmutter, da die Fabrik als eine unsichere Umgebung für ein junges Mädchen galt. Aus diesem grund sah sie ihre Eltern nur am Wochenende.
2016 erschien Low in der singapurischen Fernsehserie Eat Already?, wo sie SkillsFuture im Auftrag der Regierung bewarb.
Low wurde am 1. Mai 2017 zum Senior Parliamentary Secretary im Ministerium für Handel und Industrie und im Bildungsministerium befördert.

## Privates
Lows Eltern betrieben eine kleine Schneiderei. Low ist verheiratet und hat zwei Söhne. Außerdem ist sie sportlich aktiv, indem sie Laufen geht und Tischtennis spielt. Low hat ihre Beziehung zum Sport als stellvertretende Präsidentin der Singapore Table Tennis Association erneuert. Low ist Christin.